# 王安國 (雍正進士)
王安國（1694年—1757年），字書城，號春圃。江南高郵（今江蘇高郵市）人。清朝政治人物、榜眼。

## 生平
雍正二年（1724年）甲辰科一甲二名進士（榜眼），授翰林院編修，再遷侍講。雍正十二年（1734年）出督廣東肇高學政，復再遷左僉都御史。乾隆二年（1737年）疏請禁止官吏居喪期間前往省會拜謁大吏，下部議行。三遷左都御史。乾隆九年（1744年）正月遷兵部尚書，不久即遭父喪丁憂去職。乾隆十年（1745年）再召為兵部尚書，調禮部。王安國上疏請求終喪，居廬營葬。服闋後方才入朝。乾隆二十年（1755年）遷吏部尚書。乾隆二十一年（1756年）疏乞假為父改葬。高宗以來年當南巡，諭其到時隨行。同年冬，王安國病倒，准許休假治疾。次年春卒，賜白銀五百兩治喪，諡文肅。《清史稿》有傳。

## 著作
《王文肅公遺文》一卷，補遺一卷

## 延伸阅读
[在维基数据编辑]
 《清史稿·卷304》，出自趙爾巽《清史稿》

## 外部連結
- 王安國 （页面存档备份，存于） 中研院史語所

| 官衔          | 官衔                                                                                   | 官衔          |
| ------------- | -------------------------------------------------------------------------------------- | ------------- |
| 前任： 黃廷桂 | 吏部漢尚書 乾隆二十年五月辛卯－乾隆二十一年十一月壬戌 （1755年6月27日－1757年1月18日） | 繼任： 汪由敦 |